# Ferdinand Cattini
Ferdinand Cattini, detto Pic (Grono, 27 settembre 1916 – Davos, 17 agosto 1969), è stato un hockeista su ghiaccio svizzero che ha rappresentato la nazionale svizzera.

## Carriera
Considerato come uno dei più grandi giocatori nella storia dell'hockey su ghiaccio svizzero, Ferdinand Cattini conquistò una medaglia di bronzo con la nazionale della Svizzera durante il torneo di Sankt Moritz 1948. Dopo la conquista della medaglia olimpica gli fu concesso un certificato per poter entrare gratuitamente in tutti i palazzetti del ghiaccio in Svizzera. Prese parte anche ai giochi di Garmisch-Partenkirchen 1936, durante i quali la nazionale fu eliminata al primo turno con una vittoria e due sconfitte. In totale Cattini vanta 87 reti in 107 incontri disputati con la maglia della nazionale elvetica.
A livello di club militò nell'HC Davos, formando con il fratello Hans e Bibi Torriani la cosiddetta linea "Ni-Sturm". Durante gli anni cinquanta vestì per una stagione anche la maglia del Lausanne Hockey Club. Nel 1998 Ferdinand Cattini entrò a far parte della Hall of Fame dell'International Ice Hockey Federation.

## Statistiche
Statistiche aggiornate a luglio 2012.

### Club
| Stagione | Squadra  | Stagione regolare | Stagione regolare | Stagione regolare | Stagione regolare | Stagione regolare | Stagione regolare | Playoff | Playoff | Playoff | Playoff | Playoff |
| Stagione | Squadra  | Lega              | P                 | G                 | A                 | Pt                | PIM               | P       | G       | A       | Pt      | PIM     |
| -------- | -------- | ----------------- | ----------------- | ----------------- | ----------------- | ----------------- | ----------------- | ------- | ------- | ------- | ------- | ------- |
| 1932-33  | Davos    | NLA               | -                 | -                 | -                 | -                 | -                 |         |         |         |         |         |
| 1933-34  | Davos    | NLA               | -                 | -                 | -                 | -                 | -                 |         |         |         |         |         |
| 1934-35  | Davos    | NLA               | -                 | -                 | -                 | -                 | -                 |         |         |         |         |         |
| 1935-36  | Davos    | NLA               | -                 | -                 | -                 | -                 | -                 |         |         |         |         |         |
| 1936-37  | Davos    | NLA               | -                 | -                 | -                 | -                 | -                 |         |         |         |         |         |
| 1937-38  | Davos    | NLA               | -                 | -                 | -                 | -                 | -                 |         |         |         |         |         |
| 1938-39  | Davos    | NLA               | -                 | -                 | -                 | -                 | -                 |         |         |         |         |         |
| 1939-40  | Davos    | NLA               | -                 | -                 | -                 | -                 | -                 |         |         |         |         |         |
| 1940-41  | Davos    | NLA               | -                 | -                 | -                 | -                 | -                 |         |         |         |         |         |
| 1941-42  | Davos    | NLA               | -                 | -                 | -                 | -                 | -                 |         |         |         |         |         |
| 1942-43  | Davos    | NLA               | -                 | -                 | -                 | -                 | -                 |         |         |         |         |         |
| 1943-44  | Davos    | NLA               | -                 | -                 | -                 | -                 | -                 |         |         |         |         |         |
| 1944-45  | Davos    | NLA               | -                 | -                 | -                 | -                 | -                 |         |         |         |         |         |
| 1945-46  | Davos    | NLA               | -                 | -                 | -                 | -                 | -                 |         |         |         |         |         |
| 1946-47  | Davos    | NLA               | -                 | -                 | -                 | -                 | -                 |         |         |         |         |         |
| 1947-48  | Davos    | NLA               | -                 | -                 | -                 | -                 | -                 |         |         |         |         |         |
| 1948-49  | Davos    | NLA               | -                 | -                 | -                 | -                 | -                 |         |         |         |         |         |
| 1949-50  | Davos    | NLA               | -                 | -                 | -                 | -                 | -                 |         |         |         |         |         |
| 1950-51  | Davos    | NLA               | -                 | -                 | -                 | -                 | -                 |         |         |         |         |         |
| 1951-52  | Davos    | NLA               | -                 | -                 | -                 | -                 | -                 |         |         |         |         |         |
| 1952-53  | Lausanne | NLA               | -                 | -                 | -                 | -                 | -                 |         |         |         |         |         |
| 1953-54  | Davos    | NLA               | -                 | -                 | -                 | -                 | -                 |         |         |         |         |         |
| 1954-55  | Davos    | NLA               | -                 | -                 | -                 | -                 | -                 |         |         |         |         |         |
| 1955-56  | Davos    | NLA               | -                 | -                 | -                 | -                 | -                 |         |         |         |         |         |
| 1956-57  | Davos    | NLA               | -                 | -                 | -                 | -                 | -                 |         |         |         |         |         |
| 1957-58  | Davos    | NLA               | -                 | -                 | -                 | -                 | -                 |         |         |         |         |         |

### Nazionale
| Stagione | Livello     | Risultati    | Risultati | Risultati | Risultati | Risultati | Risultati |
| Stagione | Livello     | Competizione | P         | G         | A         | Pt        | PIM       |
| -------- | ----------- | ------------ | --------- | --------- | --------- | --------- | --------- |
| 1931-32  | Switzerland | EC           | -         | -         | -         | -         | -         |
| 1934-35  | Switzerland | WC           | -         | -         | -         | -         | -         |
| 1935-36  | Switzerland | OG           | 3         | -         | -         | -         | -         |
| 1936-37  | Switzerland | WC           | -         | -         | -         | -         | -         |
| 1947-48  | Switzerland | OG           | 7         | 1         | 1         | 2         | -         |

## Palmarès

### Club
- Campionato Internazionale: 3

 Davos: 1933-34, 1934-35, 1936-37
- Campionato Nazionale: 1

 Davos: 1932-33
- Campionato svizzero: 12

 Davos: 1937-38, 1938-39, 1940-41, 1941-42, 1942-43, 1943-44, 1944-45, 1945-46, 1946-47, 1947-48, 1949-50, 1957-58
- Coppa Spengler: 6

 Davos: 1933, 1936, 1938, 1941, 1942, 1943

### Nazionale
- Giochi olimpici: 1

 Svizzera: 1948
- Campionato mondiale: 1

 Svizzera: 1935
- Campionato mondiale: 2

 Svizzera: 1937, 1939
- Campionato europeo: 2

 Svizzera: 1935, 1939
- Campionato europeo: 2

 Svizzera: 1934, 1937
- Campionato europeo: 2

 Svizzera: 1933, 1949